# Adam Air
Adam Air, offiziell PT Adam Skyconnection Airlines, war eine indonesische Fluggesellschaft mit Sitz in Jakarta und Basis auf dem dortigen Soekarno-Hatta International Airport.

## Geschichte
Adam Air wurde am 21. November 2002 von zwei indonesischen Geschäftsleuten, Agung Laksono und Sandra Ang, ins Leben gerufen und nahm den Betrieb am 19. Dezember 2003 mit zwei Flugzeugen, einer Boeing 737-400 und einer Boeing 737-500, auf. Zuerst flogen diese nur  von der Basis in Jakarta aus nach Medan, Denpasar und Yogyakarta. Obwohl sie oft als Billigfluggesellschaft bezeichnet wurde, glich sie eher einer traditionellen Fluggesellschaft mit spartanischer Bordverpflegung und reservierten Sitzplätzen zu günstigen Tarifen.
Am 23. Februar 2006 verkündete Adam Air, sechs Airbus A320-200 zu leasen. Auf der Asian Aerospace 2006 wurden 24 zusätzliche Airbus A320-200 in Auftrag gegeben, die ab 2007 geliefert werden sollten.
Am 22. Februar 2007, einen Tag nachdem eine Boeing 737-300 beim Flug 172 nach zu hartem Aufsetzen in Surabaya zerbrochen war, ordneten die indonesischen Behörden ein vorläufiges Flugverbot für alle sieben in Betrieb befindlichen Boeing 737-300 der Gesellschaft an. Außerdem durften zwei Piloten der Fluggesellschaft vorübergehend kein Flugzeug mehr steuern.
Wegen Sicherheitsmängeln sowie Zweifeln an der staatlichen Aufsichtsstruktur war Adam Air im Juni 2007 so wie alle anderen indonesischen Fluggesellschaften in die Liste der Betriebsuntersagungen für den Luftraum der Europäischen Union aufgenommen worden, so dass für alle Maschinen ein Landeverbot in der EU bestand.
Im Juni 2008 wurde der Gesellschaft durch die indonesische Regierung die Flugbetriebslizenz endgültig entzogen, nachdem bereits am 19. März 2008, nach einem weiteren Unfall, noch ein vorläufiges Flugverbot auferlegt worden war.

## Flugziele
Adam Air bediente bis zum Entzug der Lizenz hauptsächlich nationale Ziele wie Jakarta, Yogyakarta, Denpasar, Medan, Padang, Banda Aceh, Batam, Balikpapan oder Makassar. International wurden zudem Penang und Singapur bedient.

## Flotte

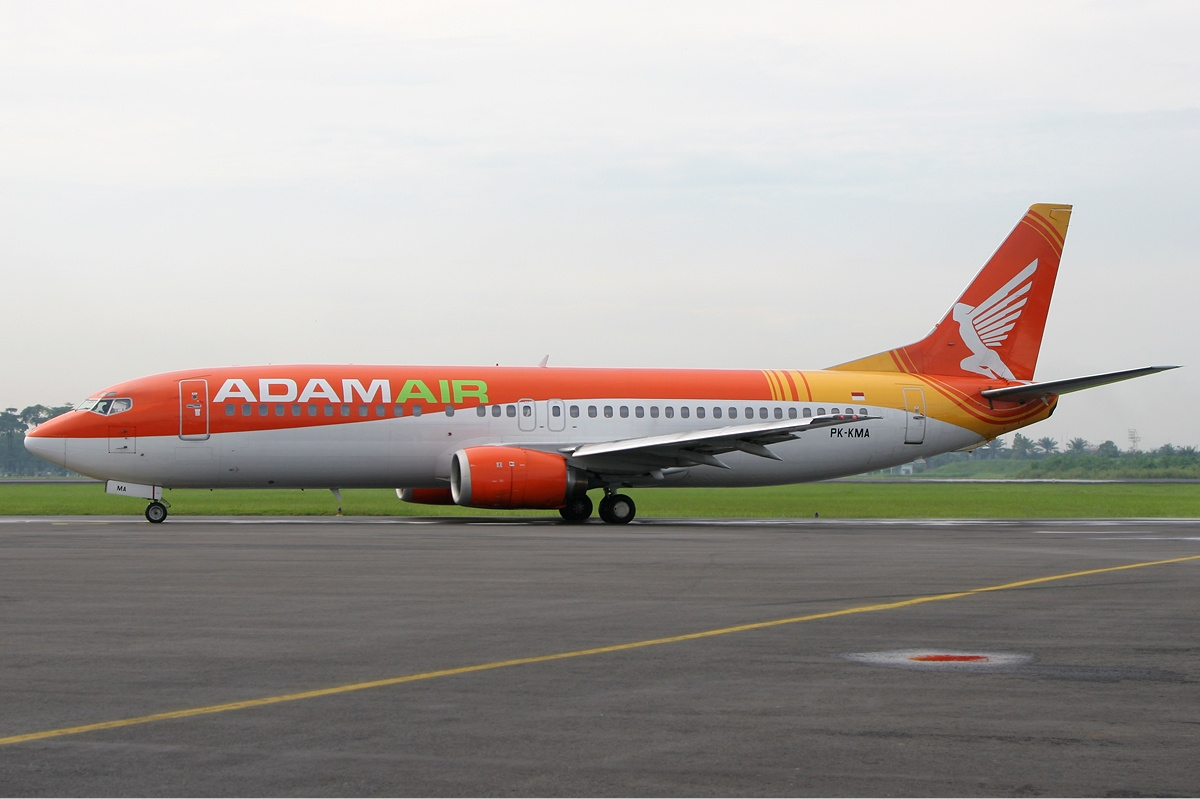
Eine Boeing 737-400 der Adam Air

Zuletzt bestand die Flotte der Adam Air im April 2008 aus 21 Flugzeugen:
- 04 Boeing 737-200
- 05 Boeing 737-300
- 11 Boeing 737-400
- 01 Boeing 737-500

Bestellungen
- 30 Airbus A320-200

## Zwischenfälle
Adam Air verzeichnete in ihrer Geschichte mehrere schwere Zwischenfälle:
- Am 11. Februar 2006 fielen ca. 20 Minuten nach dem Start von Jakarta an Bord einer Adam Air Boeing 737, die mit 145 Passagieren besetzt war, die Navigations- und Kommunikationssysteme aus.[7] Das Flugzeug irrte ungefähr 4 Stunden durch den Luftraum über Indonesien, bevor der Besatzung eine Notlandung auf einem kleinen Flugplatz auf der Insel Sumba mit einer lediglich 1.800 m langen Landebahn (400 m weniger als für eine sichere Landung einer Boeing 737 empfohlen) gelang, welchen sie zufällig aus der Luft entdecken konnten.[8]

- Am 1. Januar 2007 wurde eine Boeing 737-400 der Airline, die sich auf dem Flug DHI574 von Surabaya nach Manado befand, als vermisst gemeldet. Laut Fluggesellschaft befanden sich 96 Passagiere, darunter elf Kinder, sowie sechs Besatzungsmitglieder an Bord. Die letzte bekannte Position der Maschine war 3° 13′ 55,2″ S, 119° 9′ 10,2″ O. Das Flugzeug mit dem Kennzeichen PK-KKW war seit knapp 18 Jahren in Betrieb und während dieser Zeit für acht Fluggesellschaften im Einsatz.[9] Es hatte 45.371 Flugstunden absolviert und war laut Adam Air zum letzten Mal am 25. Dezember 2006 gewartet worden.[10][11] Am 11. Januar wurden erste Wrackteile entdeckt[12] und am 27. Januar wurden die Flugschreiber in 1900 und 2000 m Wassertiefe geortet.[13] Die Flugschreiber wurden am 27. August geborgen und zur Auswertung in die USA gebracht.[14]

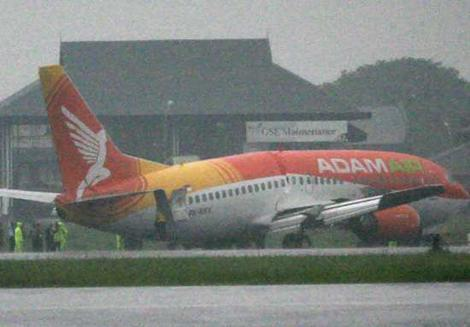
Die schwer beschädigte Boeing 737-300 des Adam-Air-Fluges 172

- Am 21. Februar 2007 wurde eine Boeing 737-300 der Adam Air mit dem Kennzeichen PK-KKV auf dem Flug KI172 von Jakarta nach Surabaya durch eine harte Landung schwer beschädigt. Die Struktur des Flugzeuges wurde durch das Aufsetzen auf der Landebahn des Flughafens Surabaya so stark belastet, dass es direkt hinter den Tragflächen zu einer starken Verformung des Rumpfes kam. Bei dem Zwischenfall wurde keiner der 148 Passagiere ernsthaft verletzt.[1]

- Am 10. März 2008 verlor die Besatzung der Boeing 737-400 mit dem Kennzeichen PK-KKT bei der Landung bei strömendem Regen in Batam die Kontrolle über das Flugzeug. Die Maschine kam von der Landebahn ab und das Fahrwerk kollabierte. Eine Tragfläche und die Triebwerke wurden schwer beschädigt. Von den 174 Insassen und Besatzungsmitgliedern wurden nur fünf leicht verletzt.[15]